# Раф де Грегоріо
Раффаеле де Грегоріо (англ. Raffaele de Gregorio, нар. 20 травня 1977, Веллінгтон) — новозеландський футболіст, що грав на позиції півзахисника.
Виступав, зокрема, за клуб «Тім Веллінгтон», а також національну збірну Нової Зеландії.

## Клубна кар'єра
У дорослому футболі дебютував 1996 року виступами за команду «Вестерн Сабербс» з міста Поріруа, в якій провів два сезони. Згодом 1998 року півзахисник відправився до Європи, де пограв за ірландський «Богеміан», нідерландський «Дордрехт» та шотландський «Клайд».
У 2002 році Раф повернувся на батьківщину, де відіграв сезон за «Футбол Кінгз» з міста Окленд у австралійській Національній футбольній лізі.
У 2003 році Раф де Грегоріо вперше переїхав в Фінляндію, де пограв за місцеві команди «Йокеріт», ГІК, а в кінці 2004 року півзахисник знову повернувся в Нову Зеландію, де недовго виступав за клуб «Тім Веллінгтон» з рідного міста.
У 2005 році Раф знову повернувся в фінський ГІК, за який протягом одного сезону зіграв в 16 матчах, в яких забив 1 гол. В кінці 2005 року півзахисник знову повернувся в «Тім Веллінгтон», за який згодом виступав протягом трьох років.
У 2008—2010 роках Раф де Грегоріо виступав за новозеландський клуб «Янг Харт Манавату» з міста Палмерстон-Норт, а завершив ігрову кар'єру у команді регіональної Центральної Прем'єр-ліги Нової Зеландії «Веллінгтон Олімпік», за яку виступав протягом 2010—2015 років.

## Виступи за збірну
14 січня 2000 року дебютував в офіційних матчах у складі національної збірної Нової Зеландії в товариському матчі проти збірної Китаю, який закінчився з рахунком 0:1. Того ж року Грегоріо взяв участь у Кубку націй ОФК 2000 року у Французькій Полінезії, де зіграв у трьох матчах, в тому числі і у фіналі, в якому його команда поступилась австралійцям і здобула лише «срібло».
За два роки на домашньому Кубку націй ОФК 2002 року де Грегоріо здобув титул переможця турніру, зігравши два матчі. Це дозволило збірній і Рафу поїхати на розіграш Кубка конфедерацій 2003 року. На турнірі у Франції півзахисник взяв участь у двох матчах своєї команди. 20 червня 2003 року де Грегоріо взяв участь у матчі з Колумбією (1:3, відіграв весь матч), а 22 червня — з Францією (0:5, відіграв весь матч). У матчі проти збірної Колумбії півзахисник забив гол, який став єдиним для збірної Нової Зеландії в даному турнірі.
Згодом у складі збірної був учасником Кубка націй ОФК 2004 року в Австралії, посівши третє місце
Раф де Грегоріо востаннє зіграв у збірній 4 червня 2006 року в товариській грі проти Бразилії (0:4). Всього протягом кар'єри у національній команді, яка тривала 8 років, провів у її формі 23 матчі, забивши 2 голи.

## Титули і досягнення
- Володар Кубка націй ОФК: 2002
- Срібний призер Кубка націй ОФК: 2000
- Бронзовий призер Кубка націй ОФК: 2004